# Paradise (Fernsehserie)
Paradise ist eine amerikanische postapokalyptische Fernsehserie von Dan Fogelman mit Sterling K. Brown, Julianne Nicholson und James Marsden in den Hauptrollen. Sie wurde in den Vereinigten Staaten am 26. Januar 2025 auf Hulu veröffentlicht. In Deutschland kann die Serie auf Disney+ gesehen werden. Die Serie erhielt allgemein positive Kritiken von Kritikern. Im Februar 2025 wurde die Serie für eine zweite Staffel verlängert.

## Handlung
Die Serie spielt in einem unterirdischen Bunker von der Größe einer Stadt in Colorado drei Jahre nach einem Weltuntergangsereignis und folgt dem US-Geheimdienstagenten Xavier Collins, der versucht, die Wahrheit hinter der Ermordung des Präsidenten der Vereinigten Staaten herauszufinden. Als Xavier unter Verdacht gerät, für den Tod von Präsident Bradford verantwortlich zu sein, sucht er nach Antworten auf die Frage, was wirklich passiert ist, und ist sich nicht sicher, wem er vertrauen kann, da seine Fragen zu vielen schockierenden Enthüllungen führen.

## Darsteller

### Hauptdarsteller
- Sterling K. Brown als Xavier Collins, der leitende Agent des Secret Service des Präsidenten
- James Marsden als Präsident Cal Bradford, Secret Service Codename Wildcat, der ermordet aufgefunden wird und nur in Rückblenden lebend gesehen wird
- Julianne Nicholson als Samantha „Sinatra“ Redmond, die reichste Milliardärin der Welt und die Hauptentscheidungsträgerin im Bunker
- Krys Marshall als Nicole Robinson, eine hochrangige Secret-Service-Agentin, die eine Affäre mit dem Präsidenten hatte
- Sarah Shahi als Dr. Gabriela Torabi, eine Psychotherapeutin und Trauerspezialistin
- Nicole Brydon Bloom als Agent Jane Driscoll, ein Mitglied des Secret Service des Präsidenten
- Aliyah Mastin als Presley Collins, Xaviers Tochter
- Percy Daggs IV als James Collins, Xaviers 10-jähriger Sohn

### Nebendarsteller
- Jon Beavers als Agent William „Billy“ Pace, Mitglied des Secret Service und früherer Söldner
- Cassidy Freeman als First Lady Jessica Bradford, die Ehefrau des Präsidenten
- Gerald McRaney als Kane Bradford, der Demenz-geplagte Vater des Präsidenten und ehemaliger Ölbaron
- Enuka Okuma als Dr. Teri Rogers-Collins, Xaviers Frau, die seit der Katastrophe für tot gehalten wird
- Richard Robichaux als Carl, ein Nachbar von Collins, der in der Kontrollstation arbeitet
- Matt Malloy als Henry Baines, der Vizepräsident der Vereinigten Staaten und Bradfords designierter Nachfolger
- Charlie Evans als Jeremy Bradford, der jugendliche Sohn des Präsidenten
- Ian Merrigan als Trent, der Bibliothekar
- Michelle Meredith als Maggie, Trents Frau und Kellnerin in einem Diner